# 神林真里
神林 真里（かんばやし まり、1985年11月9日 - ）は、埼玉県出身の日本の女性ファッションモデルである。

## プロフィール
- 青山学院大学在学時より読者モデルとして活動する。
- 特技は、クラシックバレエ、ダンス。英語検定2級を所持。
- 雑誌『PINKY』の専属読者モデルで結成された「スーパーPINKYS」の一人となる。
- 大学卒業後は、PR会社に入社し、アパレルのプレス業を経験。
- 現在、フリーでモデル兼プレスを担い、モデルとしては某アパレル会社とのコラボ商品の企画も担っている。

## 活動内容

### テレビ
- オビラジR（TBSテレビ）

### CM
- 花王エッセンシャル「カワKiSHiN」
- 富士フイルム
- JRA有馬記念

### 雑誌
- 『ViVi』講談社）
- 『PINKY』（集英社）専属読者モデル
- 『bea's UP』ビーズアップ（スタンダードマガジン）
- 『JJ』（光文社）
- 『CanCam』（小学館）